# Big John Greer
Big John Greer (Hot Springs, 21 november 1923 - aldaar, 12 mei 1972) was een Amerikaanse rhythm-and-blues- en jazzmuzikant (saxofoon, zang).

## Biografie
Big John Greer was vooral bekend door zijn opnamen, die waren ontstaan in 1949 en 1955. Grier was bevriend met Henry Glover. Ze studeerden samen en Glover speelde later bij Lucky Millinders band, toen Bull Moose Jackson in 1948 de band verliet om een solocarrière na te streven. Glover adviseerde de orkestleider om Greer als vervanger voor Jackson te nemen. Greer werkte daarna mee bij Millinders opnamen tot 1950 voor RCA Records. Greer bleef bij RCA Records en speelde bij Wynonie Harris en Bull Moose Jackson. De eerste solo-opnamen van Greer als zanger verschenen al in 1948 bij het kleine label Sittin' In With, een jaar later bij Victor. In 1952 had hij met zijn ballade Got You on My Mind zijn enige hit. In 1954 wisselde hij naar het RCA-sublabel Groove Records, waarvoor hij Bottle It Up and Go en Come Back Maybellene opnam, die echter weinig aandacht kregen. Greer kon geen verdere hitsuccessen meer scoren, ook niet met zijn opnamen, die hij in 1955/1956 opnam voor King Records. In 1957 keerde hij naar zijn geboortestad Hot Springs terug.

## Overlijden
Big John Greer overleed in mei 1972 op 48-jarige leeftijd aan de gevolgen van een alcoholverslaving.
- Gemeinsame Normdatei: 1051288231
- International Standard Name Identifier: 0000 0000 4901 8616
- Library of Congress Control Number: no2006125352
- MusicBrainz: 683aed33-85a4-48a0-a48d-17c8fa48cffd
- Virtual International Authority File: 39141811
- WorldCat: E39PBJyCHVRX9t6kQDVcQVXTpP